# Policía Estatal de Guerrero
La Policía Estatal de Guerrero es la principal corporación que desempeña funciones policiales dependiendo del mando de la Secretaría de Seguridad Pública del Estado de Guerrero. La corporación posee su sede en la ciudad de Chilpancingo de los Bravo.

## Historia
La Policía Estatal de Guerrero para combatir las infracciones y delitos, así como salvaguardar el patrimonio de los habitantes a nivel estatal. En 1988, el entonces Gobernador Lic. José Francisco Ruiz Massieu, expidió el Decreto de creación de la ley de Seguridad Pública, con el objetivo de formar un cuerpo que sirviese completamente a turistas, y empresarios que trabajan en la zona fue creado el Cuerpo de Seguridad de Hoteles y Empresas de Estado, siendo entregados los primeros uniformes y armas en el año 1990. Antes de eso existía un cuerpo similar, pero la mayoría de los oficiales no estaban debidamente capacitados.
A lo largo de la actual guerra contra el narcotráfico, la institución ha sufrido ataques importantes. El 22 de junio del 2020 al menos cinco personas muertas cinco resultaron heridos cuando civiles armados con rifles de alto poder los emboscaron entre los poblados de El Gavilán y San Miguel Acuitlapan, municipio de Tetipac.
Meses después el 10 de marzo del 2021, un grupo de policías perteneciente al grupo Jaguar fueron atacados a balazos en la localidad de San Pedro Chichila, Ixcateopan, dejando como saldo un policía muerto y dos más heridos.
El 12 de agosto del 2021 emboscado el convoy donde la alcaldesa electa Sandra Velázquez del municipio de Pilcaya dejando como saldo dos policías estatales muertos y dos heridos, esto en una carretera que unen Pilcaya con el municipio de Ixtapan de la Sal. La alcaldesa fue amenazada en el pasado por miembros de La Familia Michoacana.
A pesar de los cruentos ataques perpetrados contra la corporación, esta ha sufrido el abandono de las autoridades como el atraso de pagos, viáticos alimenticios y otros beneficios para los trabajadores.